# Ectropis extrema
Ectropis extrema là một loài bướm đêm trong họ Geometridae.